# NAVAREA
Les Navareas (Navigation areas, « zones de navigation ») sont les zones géographiques des océans dans lesquelles les différents gouvernements sont responsables des avertissements de navigations et météorologiques.

## Description
Les océans divisés en 21 zones de navigation, dont cinq nouveaux Navarea et Metareas en antarctique sont devenus opérationnels à partir du 1er juin 2011. Par exemple, La France est responsable de la zone NAVAREA II pour l’Atlantique. Chaque Navarea est redécoupé en plusieurs zones indiqué par les lettres de l'alphabets(de A à Z).
Les Navarea sont mentionnés dans l'Organisation maritime internationale Résolution de l'Assemblée A.706 (17) adoptée le 6 novembre 1991. La publication de l'Organisation hydrographique internationale S-53 a un document intitulé « Mises en garde dans le monde de navigation de service - Document d'orientation » qui est liée à NAVAREA.